# Lista de medicinas nucleares
Anexo:Lista de medicinas nucleares
- Câmara gama
- Radiografia
- SPECT - Tomografia computadorizada por emissão de fóton único

Siglas: 
- IRM - Imagem por ressonância magnética (em inglês:  MRI)
- TC - Tomografia computadorizada, o antigo Tomografia axial computorizada (TAC) (em inglês:  CT)
- TEP - Tomografia por emissão de positrões (em inglês:  PET)

Reunião de sistemas
- TEP-TC
- TEP-IRM